# Niels Blicher
Niels Blicher blev født 21. august 1748 i Øster Starup, død 10. marts 1839 i Spentrup. Var i nogle år huslærer på Tjele, inden han af Steen de Steensen på Aunsbjerg ansattes som præst i Vium og Lysgaard 1779. Året efter blev han gift med Steensens søsterdatter, Christine Marie Curtz. Fra 1796 til 1823 var han præst i Over Randlev og Bjerager ved Odder.
Niels Blicher var en af oplysningstidens præster, og han interesserede sig for meget andet end sin præstegerning. Han skrev blandt andet om moral, om dyrlægekunst, om landøkonomi og om undervisning, og han uddannede selv en række lærere. Digte har han også skrevet. Han var blandt de første i landet, som vaccinerede mod kopper – flere tusinde børn vaccinerede han. I 1795 fik han udgivet Topografi over Vium Præstekald, som er en indgående beskrivelse af Vium og Lysgård sogne. Her fortæller han blandt andet indgående om boligindretning, om bøndernes påklædning, og hvad de spiser. Der er også prøver på egnens dialekt. Interessant er også hans optælling af læsekundskaberne blandt sognets beboere: foruden præst og degn kan 16 skrive mens 5 kun kan læse. Sådanne beskrivelser fra tiden omkring landboreformerne er der ellers ikke mange af i Danmark.
Hans mange og forskelligartede interesser har været af stor betydning for hans søn, Steen Steensen Blicher. De boede sammen i præstegården i Randlev fra 1811-1820, hvor Steen Steensen Blicher var præstegårdsforpagter, og igen i Spentrup fra 1826 til Niels Blichers død der i 1839.